# Калінова (Серадзький повіт)
Калінова (пол. Kalinowa) — село в Польщі, у гміні Блашки Серадзького повіту Лодзинського воєводства.
Населення — 618 осіб (2011).
У 1975-1998 роках село належало до Серадзького воєводства.

## Демографія
Демографічна структура станом на 31 березня 2011 року:
|          | Загалом | Допрацездатний вік | Працездатний вік | Постпрацездатний вік |
| -------- | ------- | ------------------ | ---------------- | -------------------- |
| Чоловіки | 292     | 57                 | 201              | 34                   |
| Жінки    | 326     | 68                 | 185              | 73                   |
| Разом    | 618     | 125                | 386              | 107                  |